# Eschweiler (Luxembourg)
Eschweiler er en kommune og et byområde i Luxembourg. Kommunen, som har et areal på 19,88 km², ligger i kantonen Wiltz i distriktet Diekirch. I 2005 havde kommunen 751 indbyggere.